# Stoyan Ganev
Stoyan Ganev (en búlgaro: Стоян Ганев; Pazardzhik, 23 de julio de 1955-Greenwich, 1 de julio de 2013) fue un político y diplomático búlgaro, que se desempeñó como ministro de asuntos exteriores, y como presidente de la Asamblea General de las Naciones Unidas entre 1992 y 1993, durante el cuadragésimo séptimo período de sesiones.

## Biografía

### Primeros años
Nacido en Pazardzhik, estudió en la facultad de derecho de la Universidad de Sofía, graduándose en 1979, y en 1985 defendió una tesis sobre derecho constitucional en la Universidad Estatal de Moscú. Posteriormente, se desempeñó como profesor de política y derecho en la Universidad de Sofía, la Fundación Konrad Adenauer en Alemania y en Rotary International.

### Carrera
Fue copresidente de la Unión del Centro Democrático, y presidente de la Unión Demócrata Cristiana, integrando también la Unión de Fuerzas Democráticas. Anticomunista, integró el primer gabinete tras la caída del comunismo de Bulgaria como vice primer ministro y ministro de asuntos exteriores, ocupando ambos cargos entre 1991 y 1992. Allí, se ocupó de la adhesión de Bulgaria al Consejo de Europa, y formó parte de las negociaciones sobre la asociación de su país en la Comunidad Europea. En septiembre de 1992 fue elegido presidente de la cuadragésimo séptima sesión de la Asamblea General de las Naciones Unidas.
Luego de su cargo en la ONU, permaneció en los Estados Unidos, dando clases en universidades. Regresó a la política en Bulgaria después de las elecciones parlamentarias de 2001, cuando el liberal Movimiento Nacional para la Estabilidad y el Progreso llegó al poder. Se convirtió en jefe de la cancillería del primer ministro  Sakskoburggotski, pero en febrero de 2002 renunció a este cargo. Afirmó que su dimisión fue causada por cambios organizativos en la Cancillería.

### Fallecimiento
Falleció debido a un cáncer, el 1 de julio de 2013, a los 57 años, en Greenwich (Connecticut, Estados Unidos).